# Желтов, Сергей Юрьевич
Сергей Юрьевич Желто́в (род. 26 апреля 1956 года, Москва) — советский и российский учёный в областях процессов управления и обработки информации в сложных системах, машинного зрения, искусственного интеллекта и виртуальной реальности, доктор технических наук, академик РАН (2016), генеральный директор ГосНИИАС (2006—2019), почётный машиностроитель и почётный авиастроитель РФ, заслуженный деятель науки РФ.

## Биография

### Ранние годы
Сергей Юрьевич Желтов родился 26 апреля 1956 года в семье Ю. В. Желтова, учёного, специалиста в области нефтедобычи. В 1973 году Сергей поступил в Московский физико-технический институт на факультет управления и прикладной математики. В процессе учёбы в 1977 году начал работать по совместительству техником, а затем младшим научным сотрудником в НИИ автоматических систем. В 1979 году поступил в аспирантуру МФТИ, по окончании которой с 1982 года стал штатным сотрудником НИИАС.

### Научная деятельность
В ГосНИИ АС Желтов работал на должностях: младший научный сотрудник, начальник сектора, начальник лаборатории (1990), заместитель начальника ГосНИИ АС по информационным технологиям (1997). В 2005 году был назначен первым заместителем генерального директора. С 2006 по 2019 годы Желтов был генеральным директором ФГУП «ГосНИИАС». В мае 2006 года избран членом-корреспондентом РАН, а с октября 2016 года С. Ю. Желтов действительный член (академик) РАН
Научная деятельность С. Ю. Желтова посвящена созданию авиационных систем управления и обработки информации. В первые годы работы под руководством Е. А. Федосова и Г. Г. Себрякова он разрабатывал компьютерные модели сложных человеко-машинных систем управления летательными аппаратами. С 1985 года руководит в ГосНИИ АС научным направлением технологий технического зрения в системах управления. Под его руководством и при непосредственном участии проведены исследования и разработки в области методов обнаружения объектов в сложной фоно-целевой обстановке,
обработки и комплексирования информации, полученной от двумерных датчиков различной физической природы, разработаны методики автоматизированного анализа изображений для систем дистанционного зондирования, выполнены работы по развитию фотограмметрических методов реконструкции трёхмерных сцен по двумерным изображениям и их применению к формированию баз данных для систем «виртуальной реальности»,
по созданию алгоритмов и систем обнаружения препятствий для наземных транспортных средств и мобильных роботов.
При его участии и научном руководстве создано алгоритмическое и программное обеспечение для систем автоматической идентификации на основе считывания штриховых кодов двумерными сенсорами в сложных условиях съёмки, а также разработаны методы и системы биометрической идентификации.
Основные научно-технические результаты Желтова С. Ю.:
- разработаны математические методы оптимизации человеко-машинных систем управления динамическими объектами,
- предложены и исследованы методы и алгоритмы технического зрения для применения в комплексах бортового оборудования,
- созданы новые методы моделирования и виртуального прототипирования авиационных комплексов,
- предложены и реализованы технологии управления жизненным циклом элементов авиационных систем на основе комплексных средств автоматической идентификации[5].

### Участие в научных сообществах
- один из организаторов и руководителей «Российского регионального общества фотограмметрии и дистанционного зондирования» (РОФДЗ)[6]
- в 2008—2012 годах — сопредседатель рабочей группы «Международной организации фотограмметрии и дистанционного зондирования» (ISPRS[англ.])[7]

### Участие в организации и проведении конференций
- директор и организатор международной конференции SPIE&ISPRS Digital Photogrammetry and Remote Sensing '95[8], а также международной конференции «Технологии виртуальной реальности. Состояние и тенденции развития»
- председатель программного комитета научно-технической конференции «Техническое зрение в системах управления» (ТЗСУ)[9]
- член Президиума Всероссийской мультиконференции по проблемам управления (МКПУ) и член программного комитета конференции «Управление в распределённых и сетевых системах» (УРСС))[10]
- член программного комитета Международной конференции «Авиация и космонавтика»[11]
- член Организационного комитета Всероссийской научно-практической конференции «Перспективные системы и задачи управления»[12]
- член программного комитета конференции «Информационные технологии в управлении (ИТУ)» в составе Российской мультиконференции по проблемам управления (РМКПУ)[13]
- председатель программного комитета Международной конференции «CNS/ATM Авионика»[14] и ряда других конференций.

### Участие в научных советах, комитетах и комиссиях
- председатель Комитета по беспилотным авиационным системам Союза авиапроизводителей России[15]
- член научного совета по робототехнике и мехатронике Российской Академии Наук[16]
- член научного совета по теории управляемых процессов и автоматизации при Институте проблем управления им. В. А. Трапезникова Российской Академии Наук[17]
- руководитель рабочей группы № 3 Экспертного совета Минпромторга РФ[18]

### Участие в редакционных советах и редакционных коллегиях научных журналов
- заместитель председателя редакционного совета журнала «Вестник компьютерных и информационных технологий»[19]
- член редколлегии журнала «Теория и системы управления»[20]
- член редколлегии журнала «Полёт»[21]
- член редколлегии журнала «Компьютерная оптика»[22]
- член редколлегии журнала «Авиационная промышленность»[23]
- член редакционного совета журнала «Техника воздушного флота»[24]

### Научно-педагогическая деятельность
С. Ю. Желтов — заведующий кафедрой «Системы автоматического и интеллектуального управления» МАИ и профессор кафедры «Информационные и управляющие системы» МФТИ.
Им подготовлены 10 кандидатов технических наук и 1 доктор физико-математических наук.

### Семья
- Отец, Желтов Юрий Васильевич (1926—2009) — учёный, доктор технических наук, профессор, заслуженный деятель науки и техники РСФСР[27][28].
- Сын, Желтов Михаил Сергеевич (1976) — священослужитель, исследователь истории церкви[2].